# Момрелл, Тони
Тони Момрелл (Tony (Anthony) Momrelle, родился 28 апреля 1973) является британским ритм-энд-блюз и джазовым певцом. Один из самых востребованных певцов и композиторов Великобритании, экс-солист группы Incognito, получивший неофициальное прозвище «Стиви Уандер 21 века».
Выступления начал в юном возрасте, будучи членом евангельской музыкальной группы Seven. В 18 лет его заметила Глория Эстефан и пригласила в свою группу в качестве бэк-вокалиста. В дальнейшем работал и гастролировал с такими известными артистами и музыкантами как: Уитни Хьюстон, Элтоном Джоном, Шадэ, группа Take That и др. Впоследствии выпустил девять студийных альбомов под своим именем.

## Некоторые выступления

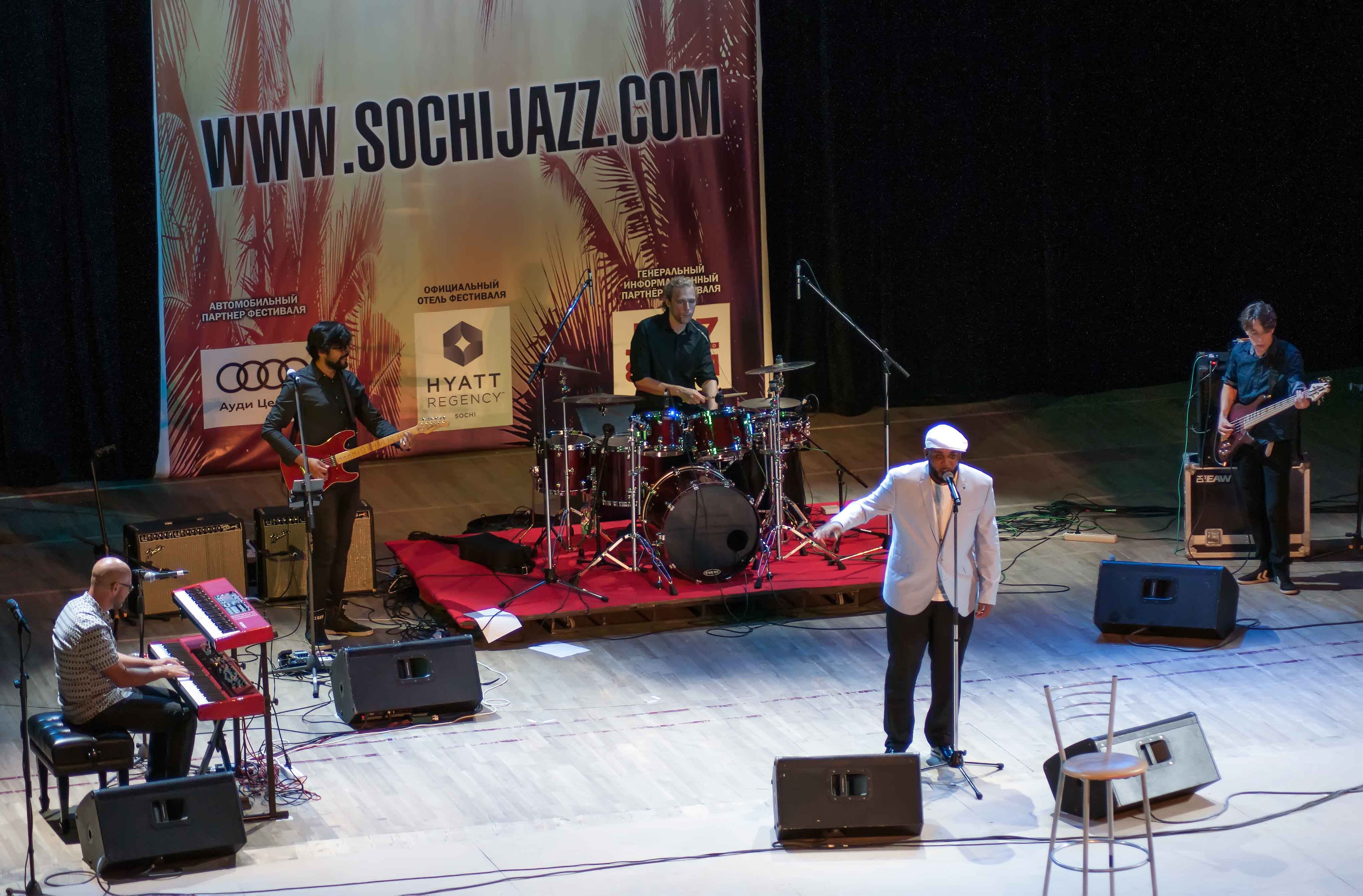
Выступление Tony Momrelle Band на Сочинском джазовом фестивале, август 2017

- Sade — Lovers Live (2002) — бэк-вокал
- Incognito — Eleven (2005) — главный вокал на «Я»
- Incognito — Bees + Things + Flowers (2006)
- Reel People — Seven Ways to Wonder (2007) — основной вокал на «удивительный», «будет» и «любовь, где Вы находитесь»
- Incognito — Tales from the Beach (2008)
- Sade — Soldier of Love (2010) — бэк-вокал
- Incognito — Transatlantic RPM (2010)